# Витек, Эльжбета Барбара
Эльжбета Барбара Витек (пол. Elżbieta Barbara Witek, фамилия при рождении — Збанух (пол. Zbanuch); род. 17 декабря 1957, Явор) — польский государственный и политический деятель, бывшая Маршал Сейма Республики Польша (пол. Marszałek Sejmu) с 9 августа 2019 по 12 ноября 2023 года. Также занимала должность Министра внутренних дел и администрации с июня по августа 2019 года.

## Биография

### Образование и профессиональная деятельность
В 1980 году окончила факультет философии и истории Вроцлавского университета.
С 1986 по 2006 год работала учителем в Яворе.

### Карьера
В 1980 году стала членом профсоюза «Солидарность». Была арестована на 3 месяца за оппозиционную деятельность.
С 2002 по 2005 год была депутатом городского совета Явора, также в 2002 году баллотировалась на пост бурмистра Явора, однако безуспешно.
От партии «Право и справедливость» в 2001 году баллотировалась в Сейм Польши, но не была избрана.
На парламентских выборах 2005 года была избрана в Сейм 5-го созыва. Переизбиралась в 2007, 2011, 2015 и 2019 годах.
16 ноября 2015 года назначена на пост Министра без портфеля в правительстве Беаты Шидло. Параллельно занимала должности Главы Канцелярии Премьер-министра Польши и Пресс-секретаря Правительства Польши. Должность Пресс-секретаря Правительства Польши занимала до 8 января 2016 года.
11 декабря 2017 года назначена министром без портфеля в правительстве Матеуша Моравецкого, но уже 18 декабря была отправлена в отставку.
Вернулась в правительство в 2019 году, где с 4 июня была Министром внутренних дел и администрации Польши. 9 августа уволена в связи выдвижением своей кандидатуры на пост Маршала Сейма Польши. В тот же день была избрана 245 голосами. 
Переизбиралась депутатом Сейма на  парламентских выборах 2019 и  2023 годов.

## Личная жизнь
Замужем за Станиславом Витеком. Мать двоих дочерей.

## Результаты выборов
| Выборы | Избирательный комитет              | Избирательный комитет  | Орган                            | Результат     |
| ------ | ---------------------------------- | ---------------------- | -------------------------------- | ------------- |
| 2001   |                                    | Право и справедливость | Сейм Республики Польша IV созыва | 1244 (0,38%)  |
| 2002   |                                    | Право и самоуправление | Бурмистр Явора                   | 1660 (18,67%) |
| 2002   | Городской совет Явора              | Право и самоуправление | 217 (10,82%)                     |               |
| 2005   |                                    | Право и справедливость | Сейм Республики Польша V созыва  | 7476 (10,65%) |
| 2007   | Сейм Республики Польша VI созыва   | Право и справедливость | 9666 (8,24%)                     |               |
| 2011   | Сейм Республики Польша VII созыва  | Право и справедливость | 9381 (2,73%)                     |               |
| 2015   | Сейм Республики Польша VIII созыва | Право и справедливость | 22 168 (6,21%)                   |               |
| 2019   | Сейм Республики Польша IX созыва   | Право и справедливость | 46 171 (10,68%)                  |               |
| 2023   | Сейм Республики Польша X созыва    | Право и справедливость | 89 172 (17,77%)                  |               |

## Награды
- Орден князя Ярослава Мудрого II степени (21 октября 2022 года, Украина) — за значительные личные заслуги в укреплении межгосударственного сотрудничества, поддержку государственного суверенитета и территориальной целостности Украины, весомый вклад в популяризацию Украинского государства в мире[13].